# 渡边凉子
渡边凉子（日语：／ Watanabe Ryōko，1966年4月18日—），日本女子柔道运动员。她曾代表日本参加1990年亚洲运动会柔道比赛，获得一枚银牌。她也曾参加1992年夏季奥林匹克运动会。